# Gröna Lund
Gröna Lund (svédül: Zöld Liget) egy vidámpark Stockholm központjában. A Djurgården félsziget tenger felőli részén található. A hely szűke miatt az átlaghoz képest elég kis park, de ennek ellenére megvannak benne a legtipikusabb attrakciók. A parkot 1883-ban építették.
Egy – csak erre a célra fenntartott – gőzhajóval (a Slussenből) is el lehet jutni, de vannak más hajók is amelyek Slussen, Nybroplan vagy Skeppsholmen környékéről indulnak.

## Lásd még
- Liseberg